# Lista de presidentes dos Estados Unidos por nascimento
|                                                                                     |  |                                                                             |
| George Washington, presidente que nasceu há mais tempo, em 22 de fevereiro de 1732. |  | Barack Obama, presidente que nasceu há menos tempo, em 4 de agosto de 1961. |

Esta é uma lista de presidentes dos Estados Unidos por nascimento, incluindo informações sobre localidade e estado de nascimento de cada um deles, além de comparações e estatísticas sobre as respectivas datas e lugares. Esta lista engloba todos os quarenta e três indivíduos que serviram como Presidente dos Estados Unidos e que são devidamente listados pela Casa Branca. Como os Estados Unidos têm sido uma democracia contínua desde sua Independência em 1776, todos os ocupantes do cargo são contabilizados como presidentes e acarretam a contagem oficial. 
O presidente com data de nascimento mais antiga é George Washington, que nasceu em 22 de fevereiro de 1732, tendo sido também o primeiro ocupante do cargo ao assumir em 1789. Por sua vez, Barack Obama é o que nasceu em data mais recente, em 4 de agosto de 1961. Joe Biden é o Presidente mais velho à assumir o cargo, aos 78 anos. Os meses de outubro e novembro são os que abrigam maior número de nascimentos de presidentes estadunidenses; sendo que quatro deles nasceram em novembro e seis deles nasceram em outubro.

## Lista dos presidentes

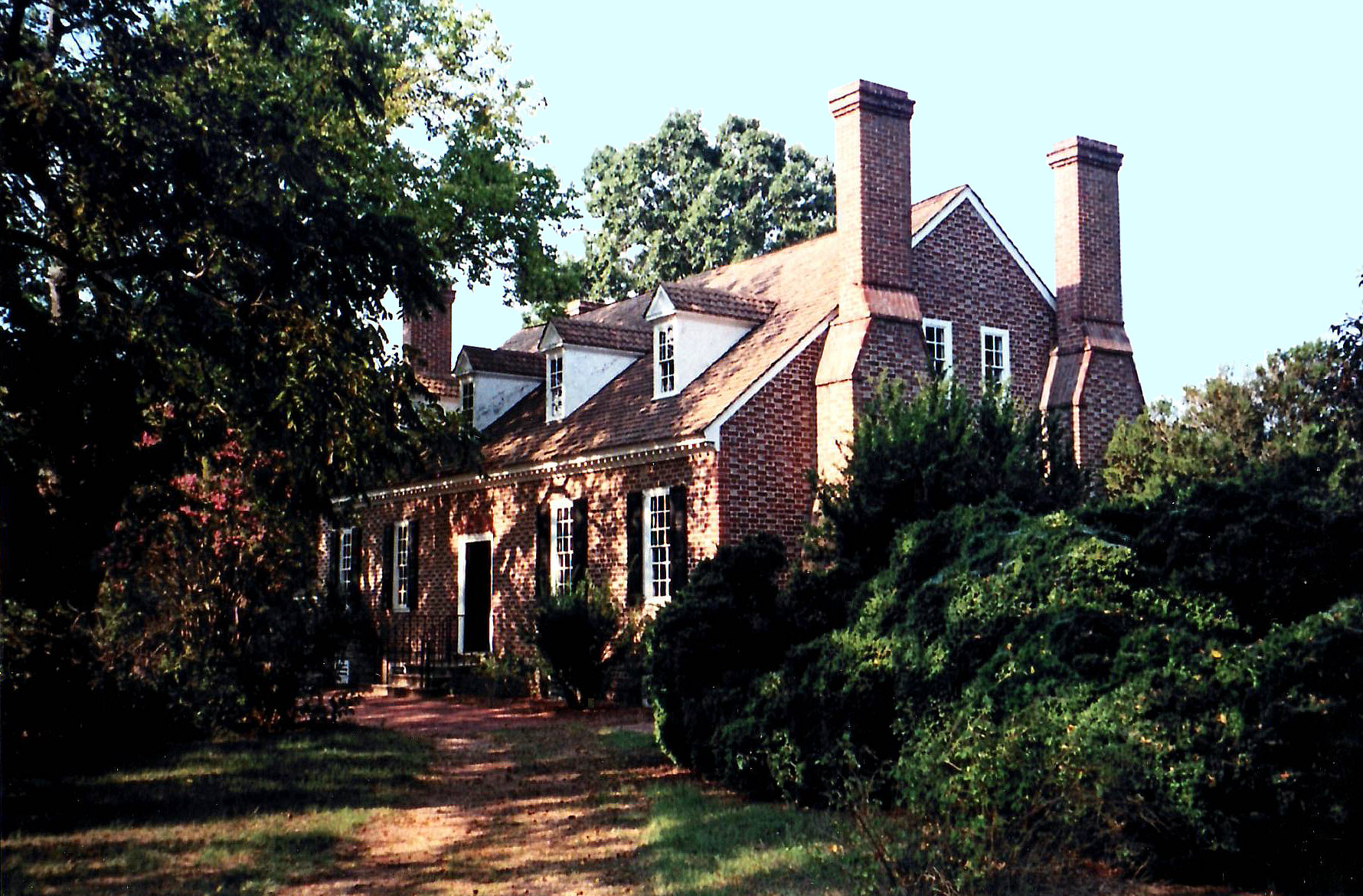
Local de nascimento de George Washington, em Westmoreland.

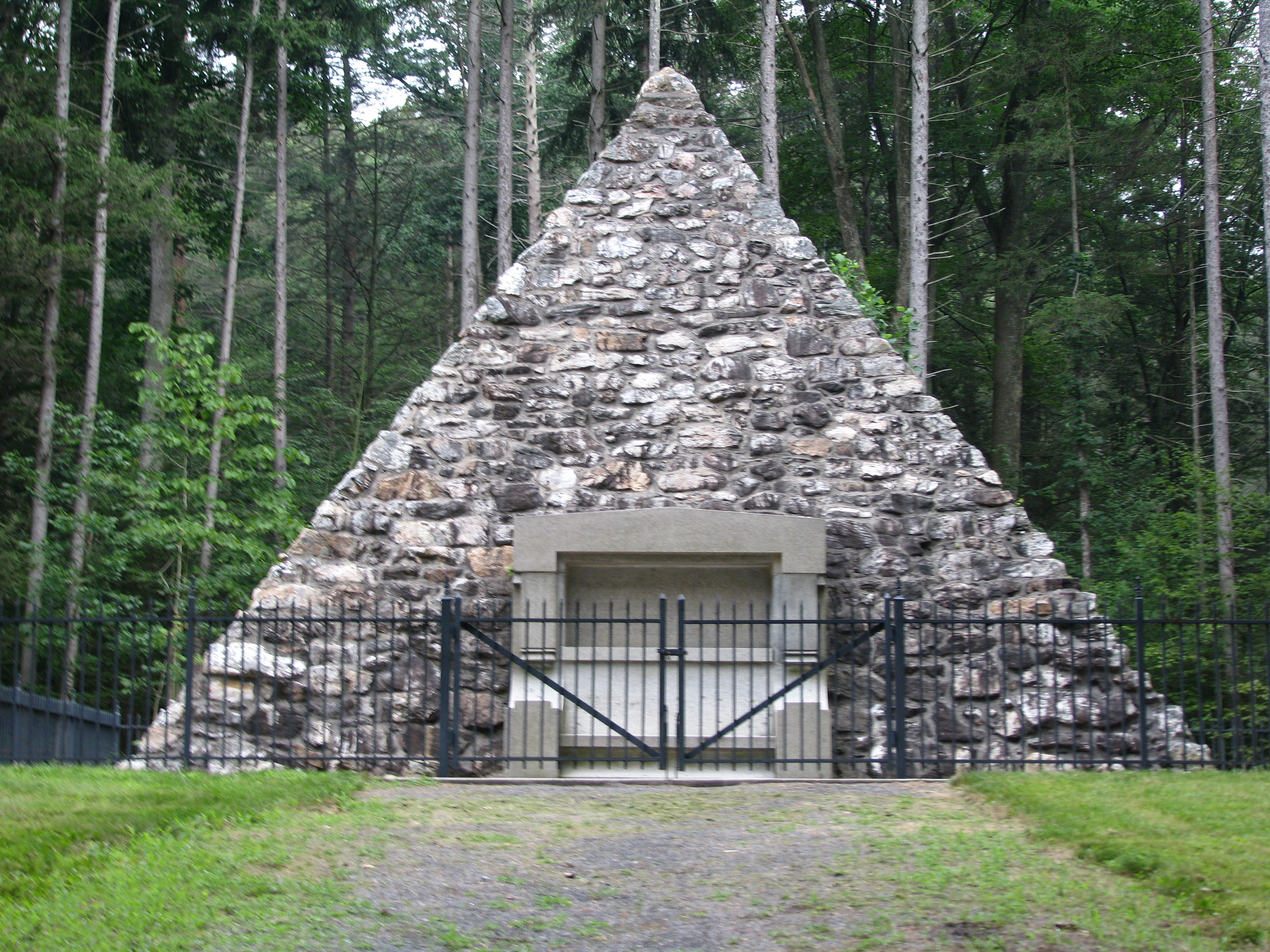
Monumento que demarca o local de nascimento de James Buchanan.

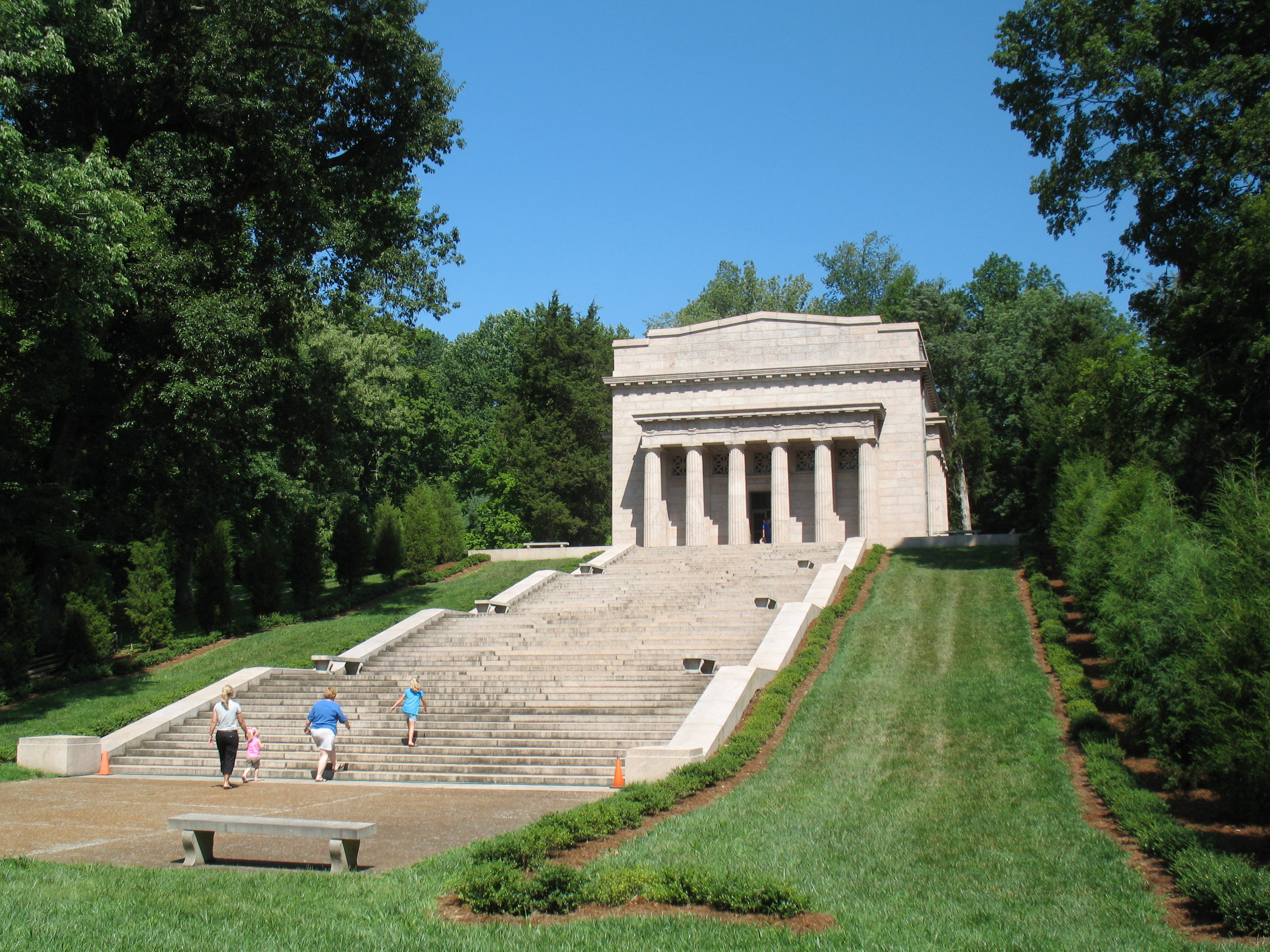
Memorial de Abraham Lincoln, erguido no local onde este nasceu.

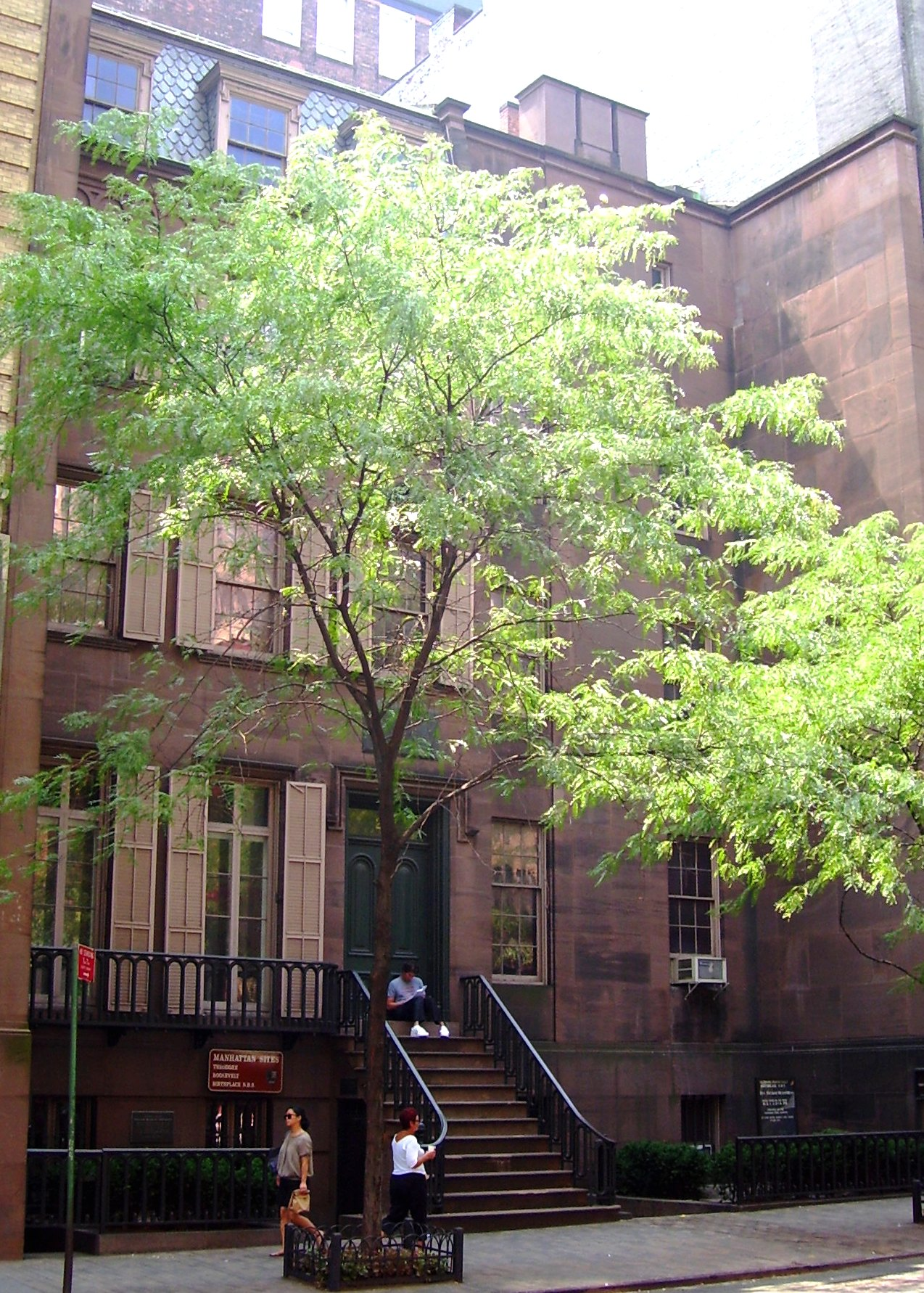
Casa onde nasceu Theodore Roosevelt, em Manhattan, Nova Iorque.

Falecidos
     Vivos
| #     | Presidente             | Data de nascimento      | Local de nascimento               |
| ----- | ---------------------- | ----------------------- | --------------------------------- |
| 1     | George Washington      | 22 de fevereiro de 1732 | Westmoreland, Virgínia            |
| 2     | John Adams             | 30 de outubro de 1735   | Braintree, Massachusetts          |
| 3     | Thomas Jefferson       | 13 de abril de 1743     | Shadwell, Virgínia                |
| 4     | James Madison          | 16 de março de 1751     | Port Conway, Virgínia             |
| 5     | James Monroe           | 28 de abril de 1758     | Monroe Hall, Virgínia             |
| 6     | John Quincy Adams      | 11 de julho de 1767     | Braintree, Massachusetts          |
| 7     | Andrew Jackson         | 15 de março de 1767     | Waxhaws, Carolina do Norte/do Sul |
| 8     | Martin Van Buren       | 5 de dezembro de 1782   | Kinderhook, Nova Iorque           |
| 9     | William Henry Harrison | 9 de fevereiro de 1773  | Condado de Charles City, Virgínia |
| 10    | John Tyler             | 29 de março de 1790     | Condado de Charles City, Virgínia |
| 11    | James K. Polk          | 2 de novembro de 1795   | Pineville, Carolina do Norte      |
| 12    | Zachary Taylor         | 24 de novembro de 1784  | Barboursville, Virgínia           |
| 13    | Millard Fillmore       | 7 de janeiro de 1800    | Summerhill, Nova Iorque           |
| 14    | Franklin Pierce        | 23 de novembro de 1804  | Hillsborough, Nova Hampshire      |
| 15    | James Buchanan         | 23 de abril de 1791     | Cove Gap, Pensilvânia             |
| 16    | Abraham Lincoln        | 12 de fevereiro de 1809 | Hodgenville, Kentucky             |
| 17    | Andrew Johnson         | 29 de dezembro de 1808  | Raleigh, Carolina do Norte        |
| 18    | Ulysses S. Grant       | 27 de abril de 1822     | Point Pleasant, Ohio              |
| 19    | Rutherford B. Hayes    | 4 de outubro de 1822    | Delaware, Ohio                    |
| 20    | James Garfield         | 19 de novembro de 1831  | Moreland Hills, Ohio              |
| 21    | Chester Arthur         | 5 de outubro de 1829    | Fairfield, Vermont                |
| 22/24 | Grover Cleveland       | 18 de março de 1837     | Caldwell, Nova Jérsei             |
| 23    | Benjamin Harrison      | 20 de agosto de 1833    | North Bend, Ohio                  |
| 25    | William McKinley       | 29 de janeiro de 1843   | Niles, Ohio                       |
| 26    | Theodore Roosevelt     | 27 de outubro de 1858   | Nova Iorque, Nova Iorque          |
| 27    | William Howard Taft    | 15 de setembro de 1857  | Cincinnati, Ohio                  |
| 28    | Woodrow Wilson         | 28 de dezembro de 1856  | Staunton, Virgínia                |
| 29    | Warren G. Harding      | 2 de novembro de 1865   | Blooming Grove, Ohio              |
| 30    | Calvin Coolidge        | 4 de julho de 1872      | Plymouth, Vermont                 |
| 31    | Herbert Hoover         | 10 de agosto de 1874    | West Branch, Iowa                 |
| 32    | Franklin D. Roosevelt  | 30 de janeiro de 1882   | Hyde Park, Nova Iorque            |
| 33    | Harry S. Truman        | 8 de maio de 1884       | Lamar, Missouri                   |
| 34    | Dwight D. Eisenhower   | 14 de dezembro de 1890  | Denison, Texas                    |
| 35    | John F. Kennedy        | 29 de março de 1917     | Brookline, Massachusetts          |
| 36    | Lyndon B. Johnson      | 27 de agosto de 1908    | Stonewall, Texas                  |
| 37    | Richard Nixon          | 9 de janeiro de 1913    | Yorba Linda, Califórnia           |
| 38    | Gerald Ford            | 14 de julho de 1913     | Omaha, Nebraska                   |
| 39    | Jimmy Carter           | 1 de outubro de 1924    | Plains, Geórgia                   |
| 40    | Ronald Reagan          | 6 de fevereiro de 1911  | Tampico, Illinois                 |
| 41    | George H. W. Bush      | 12 de junho de 1924     | Milton, Massachusetts             |
| 42    | Bill Clinton           | 19 de agosto de 1946    | Hope, Arkansas                    |
| 43    | George W. Bush         | 6 de julho de 1946      | New Haven, Connecticut            |
| 44    | Barack Obama           | 4 de agosto de 1961     | Honolulu, Havaí                   |
| 45/47 | Donald Trump           | 14 de junho de 1946     | Nova Iorque, Nova Iorque          |
| 46    | Joe Biden              | 20 de novembro de 1942  | Scranton, Pensilvânia             |

## Nascimentos coincidentes

### Mesma data
| Data          | Presidentes                     |
| ------------- | ------------------------------- |
| 2 de novembro | James K. Polk Warren G. Harding |

### Mesmo mês
| Mês       | Presidentes                                                                                        |
| --------- | -------------------------------------------------------------------------------------------------- |
| Janeiro   | Millard Fillmore Richard Nixon William McKinley Franklin D. Roosevelt                              |
| Fevereiro | Ronald Reagan William Henry Harrison Abraham Lincoln George Washington                             |
| Março     | Andrew Jackson James Madison Grover Cleveland John Tyler                                           |
| Abril     | Thomas Jefferson James Buchanan Ulysses S. Grant James Monroe                                      |
| Maio      | Harry S. Truman John F. Kennedy                                                                    |
| Junho     | George H. W. Bush Donald Trump                                                                     |
| Julho     | Calvin Coolidge George W. Bush John Quincy Adams Gerald Ford                                       |
| Agosto    | Barack Obama Herbert Hoover Bill Clinton Benjamin Harrison Lyndon B. Johnson                       |
| Outubro   | Jimmy Carter Rutherford B. Hayes Chester Arthur Dwight D. Eisenhower Theodore Roosevelt John Adams |
| Novembro  | James K. Polk Warren G. Harding James Garfield Joe Biden Franklin Pierce Zachary Taylor            |
| Dezembro  | Martin Van Buren Woodrow Wilson Andrew Johnson                                                     |

### Mesmo ano
| Ano  | Presidentes                              |
| ---- | ---------------------------------------- |
| 1767 | Andrew Jackson John Quincy Adams         |
| 1822 | Ulysses S. Grant Rutherford B. Hayes     |
| 1913 | Richard Nixon Gerald Ford                |
| 1924 | George H. W. Bush Jimmy Carter           |
| 1946 | Bill Clinton George W. Bush Donald Trump |

### Presidentes quando nascidos
| Governo               | Presidentes |
| --------------------- | --- |
| Treze Colônias        | George Washington John Adams Thomas Jefferson James Madson James Monroe Andrew Jackson John Quincy Adams William Henry Harrison |
| Era da Confederação   | Martin Van Buren Zachary Taylor                                                                                                 |
| George Washington     | John Tyler James Buchanan James K. Polk                                                                                         |
| John Adams            | Millard Fillmore |
| Thomas Jefferson      | Franklin Pierce Andrew Johnson Abraham Lincoln                                                                                  |
| James Monroe          | Ulysses S. Grant Rutheford B. Hayes                                                                                             |
| Andrew Jackson        | Chester A. Arthur James A. Garfield Benjamim Harrison                                                                           |
| Martin Van Buren      | Grover Cleveland |
| John Tyler            | William McKinley |
| Franklin Pierce       | Woodrow Wilson |
| James Buchanan        | William Howard Taft Theodore Roosevelt                                                                                          |
| Andrew Johnson        | Warren G. Harding |
| Ulysses S. Grant      | Calvin Coolidge Herbert Hoover                                                                                                  |
| Chester A. Arthur     | Franklin Delano Roosevelt Harry Truman                                                                                          |
| Benjamim Harrison     | Dwight D. Eisenhower |
| Theodore Roosevelt    | Lyndon Johnson |
| William Howard Taft   | Ronald Reagan Richard Nixon |
| Woodrow Wilson        | Gerald Ford John Kennedy |
| Calvin Coolidge       | George Bush Jimmy Carter |
| Franklin D. Roosevelt | Joe Biden (eleito) |
| Harry Truman          | Donald Trump George W. Bush Bill Clinton                                                                                        |
| John Kennedy          | Barack Obama |

## Estados de afiliação primária
Uma lista de presidentes dos Estados Unidos, incluindo o estado com o qual cada um foi afiliado principalmente, devido à residência, carreira profissional e história eleitoral. Este não é necessariamente o estado em que o presidente nasceu.
- exemplo é o presidente Barack Obama que nasceu no estado do Havaí, mas teve a sua carreira política no estado de Illinois.

| Estado         | Presidentes | Quantidade |
| Nova Iorque    | Chester A. Arthur, Donald Trump, Franklin D. Roosevelt, Grover Cleveland, Martin Van Buren, Millard Fillmore e Theodore Roosevelt | 7          |
| Ohio           | James A. Garfield, Rutherford B. Hayes, Warren G. Harding, William Henry Harrison, William Howard Taft e William McKinley         | 6          |
| Virgínia       | George Washington, James Madison, James Monroe, John Tyler e Thomas Jefferson                                                     | 5          |
| Massachusetts  | Calvin Coolidge, John Adams, John F. Kennedy e John Quincy Adams                                                                  | 4          |
| Califórnia     | Herbert Hoover, Richard Nixon e Ronald Reagan                                                                                     | 3          |
| Illinois       | Abraham Lincoln, Barack Obama e Ulysses S. Grant                                                                                  | 3          |
| Tennessee      | Andrew Jackson, Andrew Johnson e James K. Polk                                                                                    | 3          |
| Texas          | George H. W. Bush, George W. Bush e Lyndon B. Johnson                                                                             | 3          |
| Arkansas       | Bill Clinton | 1          |
| Geórgia        | Jimmy Carter | 1          |
| Indiana        | Benjamin Harrison | 1          |
| Kansas         | Dwight D. Eisenhower | 1          |
| Luisiana       | Zachary Taylor | 1          |
| Michigan       | Gerald Ford | 1          |
| Missouri       | Harry S. Truman | 1          |
| Nova Hampshire | Franklin Pierce | 1          |
| Nova Jérsia    | Woodrow Wilson | 1          |
| Pensilvânia    | James Buchanan | 1          |
| Delaware       | Joe Biden | 1          |